# Pulitzer-Preis/Dienst an der Öffentlichkeit

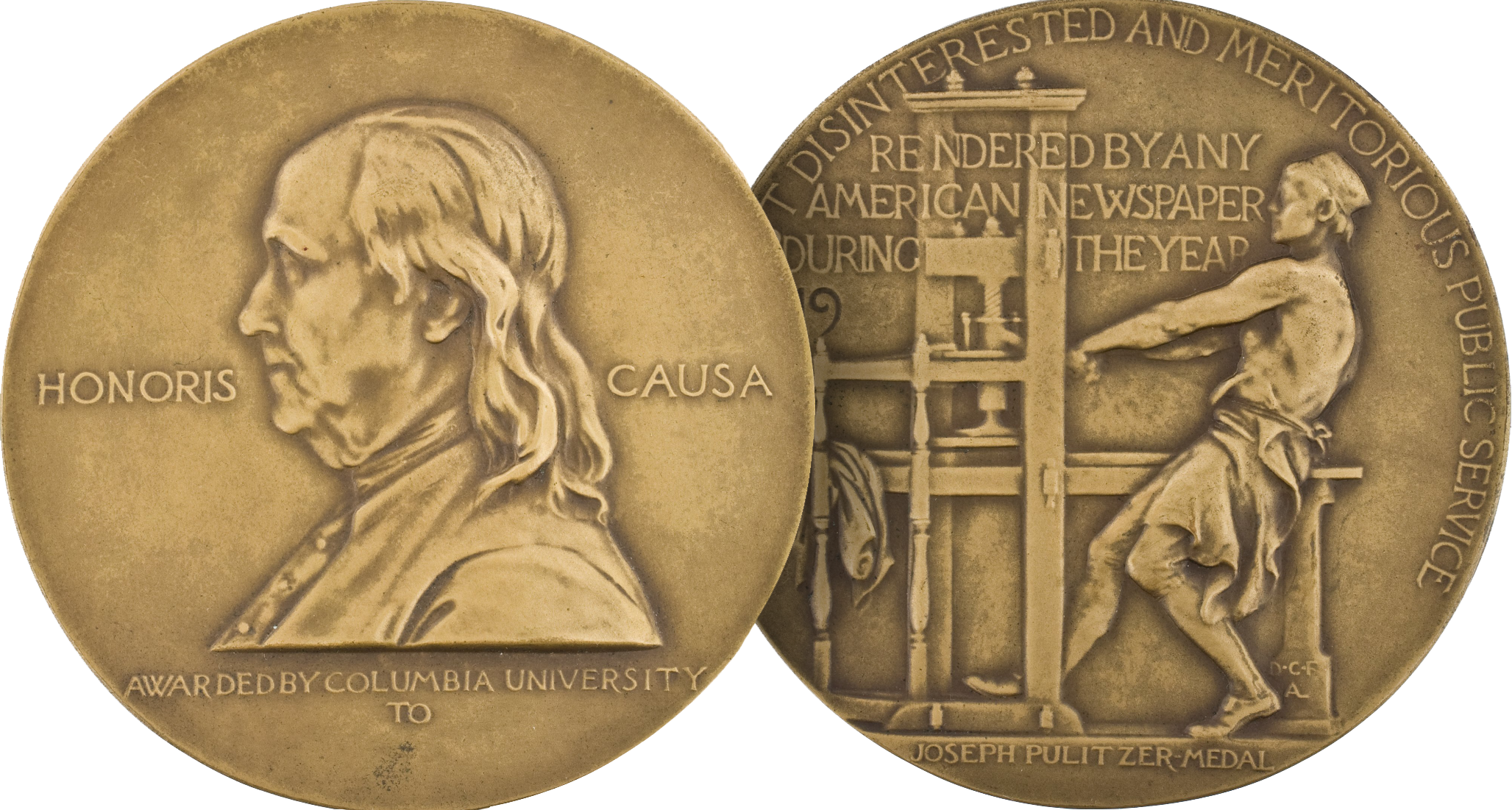
Goldmedaille für den Pulitzer-Preis „Dienst an der Öffentlichkeit“

Die Kategorie Dienst an der Öffentlichkeit des Pulitzer-Preises (Pulitzer Prize for Public Service) gibt es seit 1917. Sie ist die prestigeträchtigste aller Pulitzer-Preiskategorien, deren Gewinner seit 1918 zusätzlich eine Goldmedaille verliehen bekommen. 1917, 1920, 1925 und 1930 wurde er nicht vergeben. Das Preisgeld beträgt 15.000 US-Dollar (bis 2016 10.000 US-Dollar).

## Liste der Preisträger

### 2020–2029
- 2024: ProPublica (Arbeit von Joshua Kaplan, Justin Elliott, Brett Murphy, Alex Mierjeski und Kirsten Berg) zum Einfluss mehrerer Milliardäre auf Entscheidungen des Supreme Court
- 2023: Associated Press (für die „mutige Berichterstattung aus der belagerten Stadt Mariupol, die Zeuge des Massakers an Zivilisten bei der Russischen Invasion in der Ukraine war.“)
- 2022: Washington Post (für ihre „überzeugend erzählten und anschaulich präsentierten Berichte über den Angriff auf Washington“)
- 2021: The New York Times („Für eine mutige, vorausschauende und umfassende Berichterstattung über die Coronavirus-Pandemie, die rassische und wirtschaftliche Ungleichheiten, Regierungsversagen in den USA und darüber hinaus aufdeckte und ein Datenvakuum füllte, das lokalen Regierungen, Gesundheitsdienstleistern, Unternehmen und Einzelpersonen half, besser vorbereitet und geschützt zu sein.“)
- 2020: Anchorage Daily News, mit Beiträgen von ProPublica

### 2010–2019
- 2019: Sun-Sentinel („Für die Aufdeckung des Versagens der Schule und der Polizeibeamten vor und nach dem Amoklauf an der Marjory Stoneman Douglas High School.“)
- 2018: The New York Times (Jodi Kantor, Megan Twohey), The New Yorker (Ronan Farrow) für die Aufdeckung des fortgeführten sexuellen Missbrauchs an Frauen in abhängigen Arbeitsverhältnissen, insbesondere in der Filmszene Hollywoods
- 2017: New York Daily News und ProPublica
- 2016: Associated Press („Für eine investigative Berichterstattung über schweren Missbrauch der Arbeiter, im Zusammenhang mit der Versorgung von Meeresfrüchten an amerikanische Supermärkte und Restaurants; es wurde berichtet, dass die 2.000 befreiten Sklaven, die Täter vor Gericht brachten und Reformen begründeten.“)
- 2015: The Post and Courier (Doug Pardue, Glenn Smith, Jennifer Hawes, Natalie Caula Hauff) für den Artikel "Bis dass der Tod uns scheidet" ("Till death do us part") über die hohen Todeszahlen von Frauen in South Carolina aufgrund von häuslicher Gewalt
- 2014: The Guardian und Washington Post für die Veröffentlichung von Dokumenten des Ex-Geheimdienstmitarbeiters Edward Snowden und ihre Berichterstattung zur NSA-Affäre
- 2013: Sun-Sentinel (Fort Lauderdale)
- 2012: The Philadelphia Inquirer
- 2011: Los Angeles Times für „die Aufdeckung von Korruption in der kalifornischen Kleinstadt Bell, in der sich Mitarbeiter der Stadt aus der Stadtkasse selbst enorme Gehälter bezahlten. Dies resultierte in Festnahmen und Reformen.“
- 2010: Bristol Herald Courier und Daniel Gilbert

### 2000–2009
- 2009: Las Vegas Sun für „die mutige - insbesondere seitens Alexandra Berzon - Berichterstattung über die hohe Sterberate unter Bauarbeitern auf dem Las Vegas Strip aufgrund der lockeren Durchsetzung von Vorschriften, welche zu politischen Veränderungen und verbesserten Sicherheitsbedingungen führte.“
- 2008: The Washington Post für „die Arbeit von Dana Priest, Anne Hull und dem Fotografen Michel du Cille, die die Misshandlung verwundeter Veteranen im Walter-Reed-Militärkrankenhaus aufdeckten, einen nationalen Aufschrei auslösten und Reformen bei den Bundesbehörden bewirkten“.
- 2007: The Wall Street Journal für „die kreative und umfassende Untersuchung zu rückdatierten Aktienoptionen für Unternehmensleiter, die Untersuchungen, den Sturz von Spitzenbeamten und weitreichende Veränderungen in der US-Unternehmenswelt auslöste“.
- 2006: The Times-Picayune (New Orleans) für „die heldenhafte und vielseitige Berichterstattung zum Hurrikan Katrina und den Folgen, sowie die außerordentliche Nutzung von Ressourcen der Zeitung, um auch nach der Evakuierung des Firmengebäudes der überschwemmten Stadt zu helfen.“

2006: Sun Herald (Biloxi, Mississippi) für „die mutige und umfassende Berichterstattung über den Wirbelsturm Katrina, die den verzweifelten Lesern in gedruckter Form und online in der Zeit ihrer größten Not eine Rettungsleine bot“.
- 2005: Los Angeles Times für eine „mutige, gründlich recherchierte Serie, die tödliche medizinische Probleme und rassistische Ungerechtigkeit in einem großen öffentlichen Krankenhaus aufdeckte“.
- 2004: The New York Times für „die Arbeit von David Barstow und Lowell Bergman, die schonungslos Todesfälle und Verletzungen unter amerikanischen Arbeitern untersuchten und Arbeitgeber entlarvten, die grundlegende Sicherheitsvorschriften verletzen“.
- 2003: The Boston Globe für die Veröffentlichung der Recherche über die systematische Vertuschung von sexuellem Missbrauch in der römisch-katholischen Kirche in Boston
- 2002: The New York Times für „eine Sonderrubrik mit dem Titel ‚A Nation Challenged‘, die nach den Terroranschlägen vom 11. September […] regelmäßig veröffentlicht wurde, worin zusammenhängend und umfassend über die tragischen Ereignisse berichtet, die Opfer vorgestellt und die Entwicklung der Geschichte auf lokaler und globaler Ebene verfolgt wurde“.
- 2001: The Oregonian (Portland, Oregon) für „die detaillierte und schonungslose Untersuchung systematischer Probleme innerhalb des US-Einwanderungs- und Einbürgerungsdienstes, einschließlich der harten Behandlung ausländischer Staatsangehöriger und anderer weit verbreiteter Missstände, die zu verschiedenen Reformen führten“.
- 2000: The Washington Post für „insbesondere die Arbeit von Katherine Boo, die die erbärmliche Vernachlässigung und Misshandlung in den städtischen Wohnheimen für geistig Behinderte aufdeckte und die Behörden dadurch zwang, die Zustände anzuerkennen und Reformen einzuleiten“.

### 1990–1999
- 1999: The Washington Post
- 1998: Grand Forks Herald
- 1997: The Times-Picayune
- 1996: The News & Observer (North Carolina)
- 1995: The Virgin Islands Daily News
- 1994: Akron Beacon Journal
- 1993: The Miami Herald
- 1992: The Sacramento Bee
- 1991: The Des Moines Register
- 1990: Washington Daily News

1990: The Philadelphia Inquirer

### 1980–1989
- 1989: Anchorage Daily News
- 1988: The Charlotte Observer
- 1987: Pittsburgh Press
- 1986: The Denver Post
- 1985: Fort Worth Star-Telegram
- 1984: Los Angeles Times
- 1983: Jackson Clarion-Ledger
- 1982: The Detroit News
- 1981: The Charlotte Observer
- 1980: Gannett News Service

### 1970–1979
- 1979: The Point Reyes Light
- 1978: The Philadelphia Inquirer
- 1977: The Lufkin Daily News
- 1976: Anchorage Daily News
- 1975: The Boston Globe
- 1974: Newsday
- 1973: The Washington Post
- 1972: The New York Times
- 1971: Winston-Salem Journal and Sentinel
- 1970: Newsday

### 1960–1969
- 1969: Los Angeles Times
- 1968: Riverside Press-Enterprise
- 1967: The Courier-Journal (Louisville, Kentucky)
- 1967: Milwaukee Journal,

1966: Boston Globe
- 1965: The Hutchinson News
- 1964: St. Petersburg Times
- 1963: Chicago Daily News
- 1962: Panama City News-Herald
- 1961: Amarillo Globe-Times
- 1960: Los Angeles Times

### 1950–1959
- 1959: Utica Observer-Dispatch und Utica Daily Press
- 1958: Arkansas Gazette
- 1957: Chicago Daily News
- 1956: Watsonville Register-Pajaronian
- 1955: Columbus Ledger und Sunday Ledger-Enquirer
- 1954: Newsday
- 1953: Whiteville News Reporter und Tabor City Tribune
- 1952: St. Louis Post-Dispatch
- 1951: Miami Herald und Brooklyn Eagle
- 1950: Chicago Daily News und St. Louis Post-Dispatch

### 1940–1949
- 1949: Nebraska State Journal
- 1948: St. Louis Post-Dispatch
- 1947: The Baltimore Sun
- 1946: Scranton Times
- 1945: Detroit Free Press
- 1944: The New York Times
- 1943: Omaha World-Herald
- 1942: Los Angeles Times
- 1941: St. Louis Post-Dispatch
- 1940: Waterbury Republican & American

### 1930–1939
- 1939: Miami Daily News
- 1938: The Bismarck Tribune
- 1937: St. Louis Post-Dispatch
- 1936: Cedar Rapids Gazette
- 1935: The Sacramento Bee
- 1934: Medford Mail Tribune (Oregon)
- 1933: New York World-Telegram
- 1932: Indianapolis News
- 1931: Atlanta Constitution
- 1930: nicht vergeben

### 1920–1929
- 1929: New York Evening World
- 1928: Indianapolis Times
- 1927: Canton Daily News (Ohio), Mr. Don R. Mellett.
- 1926: Columbus Enquirer Sun
- 1925: nicht vergeben
- 1924: New York World
- 1923: Memphis Commercial Appeal
- 1922: New York World
- 1921: The Boston Post
- 1920: nicht vergeben

### 1917–1919
- 1919: Milwaukee Journal
- 1918: The New York Times
- 1917: nicht vergeben